# Mychajlo Pawlyk

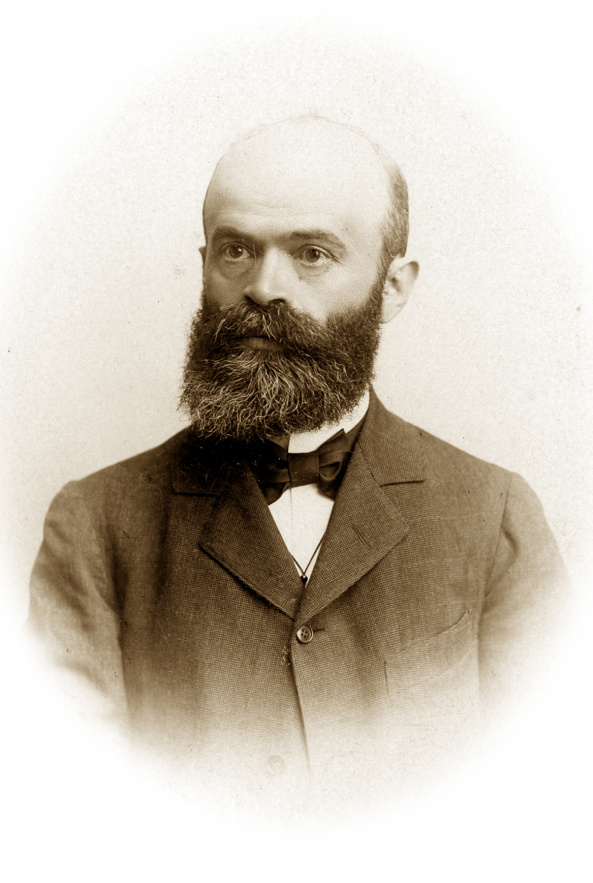
Mychajlo Pawlyk

Mychajlo Iwanowytsch Pawlyk (ukrainisch Михайло Іванович Павлик; * 17. September 1853; in Monastyrske, Galizien, Kaisertum Österreich; † 26. Januar 1915 in Lemberg, Galizien, Österreich-Ungarn) war ein ukrainischer Journalist, Schriftsteller, Übersetzer und Publizist sowie ein gesellschaftspolitischer und sozialer Aktivist.

## Leben
Mychajlo Pawlyk kam im Dorf Monastyrske, das heute ein Stadtteil der Stadt Kossiw in der ukrainischen Oblast Iwano-Frankiwsk ist, in eine arme Bauern- und Weber-Familie zur Welt.
1874 begann er ein Studium an der Fakultät für Philosophie der Universität Lemberg.
Während des Studiums nahm er am sozialen, gesellschaftlichen und kulturellen Leben Lwiws und den Aktivitäten ukrainophiler Gruppen teil. Er pflegte engen Kontakte zu Iwan Franko, mit dem er 1878 an der wissenschaftlichen und literarischen Zeitschrift „Громадський друг“ (deutsch „Gesellschaftsfreund“), dem Organ der Demokratischen Jugend der westlichen Ukraine, herausgab.
Erstmals verhaftet wurde er 1877 auf Grund seiner Korrespondenz mit Mychajlo Drahomanow und der darin enthaltenen Bezeichnung „sozialistisch“. Um einer weiteren Haftstrafe zu entgehen, hielt er sich zwischen 1879 und 1882 in Genf und Montpellier auf und  half in dieser Zeit Drahomanow und Serhij Podolynskyj bei der Vorbereitung des Journals „Hromada“.
Pawlyk war 1890 einer der Gründer und zeitweise Parteivorsitzender der Ruthenisch-ukrainischen Radikalen Partei. Außerdem war er der Herausgeber der Zeitungen Народ (deutsch „Menschen“), Хлібороб (deutsch „Bauern“) und Громадський голос (deutsch „Öffentliche Stimme“). 

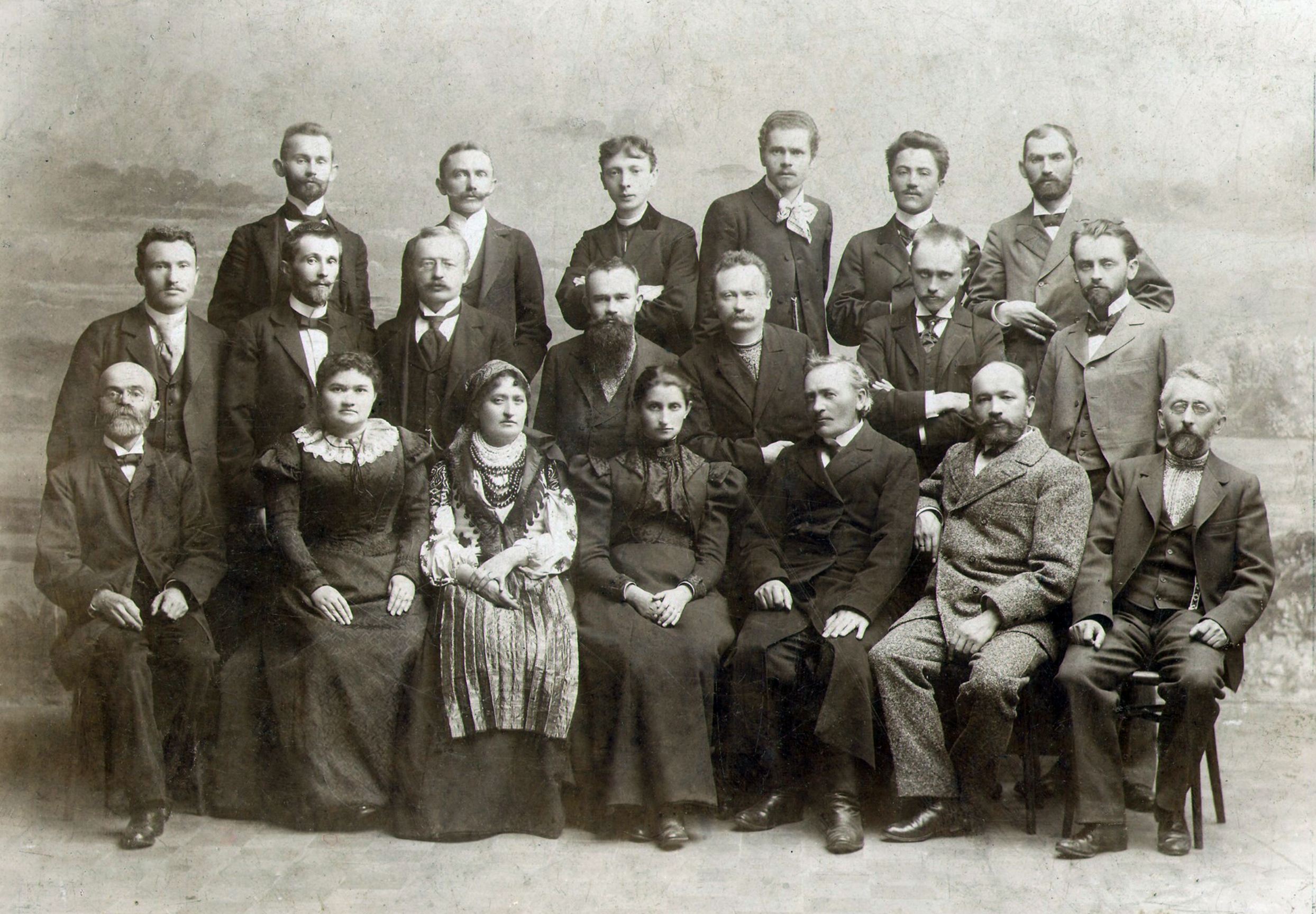
Der Vorstand und die Mitglieder der Wissenschaftlichen Gesellschaft Schewtschenko anlässlich des 100. Jahrestages der Veröffentlichung der Enejida von Iwan Kotljarewskyj, Lwiw, 31. Oktober 1898: In der ersten Reihe sitzend: Mychajlo Pawlyk, Jewhenija Jaroschynska, Natalija Kobrynska, Olha Kobyljanska, Sylvester Lepkyi, Andrij Tschajkowskyj, Kost Pankiwskyj. In der zweiten Reihe stehend: Iwan Kopatsch, Wolodymyr Hnatjuk, Ossyp Makowej, Mychajlo Hruschewskyj, Iwan Franko, Oleksandr Kolessa, Bohdan Lepkyj. In der dritten Reihe stehend: Iwan Petruschewytsch, Filaret Kolessa, Jossyp Kyschakewytsch, Iwan Trusch, Denys Lukianowytsch, Mykola Iwasjuk.

1900 wurde er Mitglied der Wissenschaftlichen Gesellschaft Schewtschenko und zwischen 1897 und 1905 deren erster Bibliothekar. 
1915 starb Mychajlo Pawlyk 61-jährig in Lemberg und wurde dort auf dem Lytschakiwski-Friedhof beerdigt.